# Ginástica artística nos Jogos Olímpicos de Verão de 2012 - Trave
A final feminina da trave de equilíbrio da ginástica artística nos Jogos Olímpicos de Verão de 2012 foi realizada no North Greenwich Arena de Londres, em 7 de agosto.

## Medalhistas
| Ouro   | CHN Deng Linlin       |
| Prata  | CHN Sui Lu            |
| Bronze | USA Alexandra Raisman |

## Qualificatória
| Pos. | Ginasta                | Pontos | Nota |
| ---- | ---------------------- | ------ | ---- |
| 1    | CHN Sui Lu             | 15.400 | Q    |
| 2    | RUS Viktoria Komova    | 15.266 | Q    |
| 3    | USA Gabrielle Douglas  | 15.266 | Q    |
| 4    | CHN Deng Linlin        | 15.166 | Q    |
| 5    | USA Alexandra Raisman  | 15.100 | Q    |
| 6    | USA Kyla Ross          | 15.075 |      |
| 7    | RUS Ksenia Afanasyeva  | 15.066 | Q    |
| 8    | ROU Cătălina Ponor     | 15.033 | Q    |
| 9    | RUS Anastasia Grishina | 14.900 |      |
| 10   | ROU Diana Bulimar      | 14.866 | 1    |
| 11   | ROU Larisa Iordache    | 14.800 | Q    |
| 12   | RUS Aliya Mustafina    | 14.700 |      |
| 12   | USA Jordyn Wieber      | 14.700 |      |
| 14   | ROU Sandra Izbaşa      | 14.600 |      |
| 15   | JPN Asuka Teramoto     | 14.466 | R    |
| 16   | ITA Vanessa Ferrari    | 14.433 | R    |
| 17   | ITA Carlotta Ferlito   | 14.425 | R    |

- Q – Qualificada para a final
- R – Reserva

1Apesar de classificada, Bulimar cedeu sua vaga para Iordache por decisão técnica.

## Final
| Pos.              | Ginasta               | Nota A | Nota B | Pen. | Total  |
| ----------------- | --------------------- | ------ | ------ | ---- | ------ |
| Medalha de ouro   | CHN Deng Linlin       | 6.600  | 9.000  |      | 15.600 |
| Medalha de prata  | CHN Sui Lu            | 6.500  | 9.000  |      | 15.500 |
| Medalha de bronze | USA Alexandra Raisman | 6.300  | 8.766  |      | 15.066 |
| 4                 | ROU Cătălina Ponor    | 6.600  | 8.466  |      | 15.066 |
| 5                 | RUS Ksenia Afanasyeva | 5.800  | 8.783  |      | 14.883 |
| 6                 | ROU Larisa Iordache   | 6.400  | 7.800  |      | 14.200 |
| 7                 | USA Gabrielle Douglas | 6.000  | 7.633  |      | 13.633 |
| 8                 | RUS Viktoria Komova   | 6.200  | 6.966  |      | 13.166 |